# Cimitirul din Poggioreale

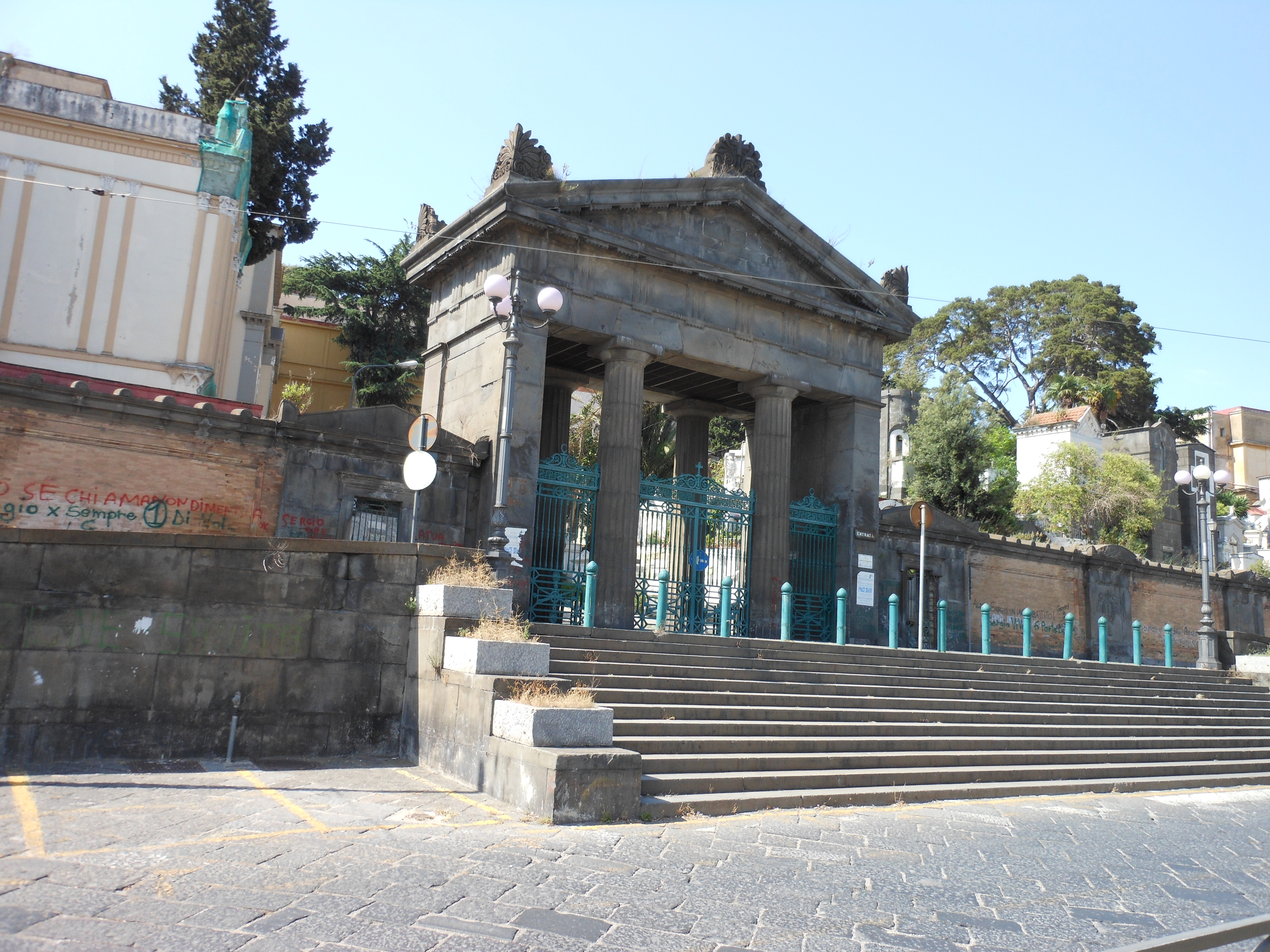
Intrarea principală

Cimitirul din Poggioreale este unul dintre cimitirele majore din Napoli, Italia. Este, de asemenea cunoscut sub numele de Camposanto Nuovo, pentru a-l distinge de Camposanto Vecchio, care este acum cunoscut sub numele de Cimitero delle 366 Fosse. Acesta este delimitat de Largo Santa Maria del Pianto, Via del Riposo, Via Santa Maria del Pianto și via nuova Poggioreale și este construit pe ruinele Vilei Poggio Reale a lui Alfonso al II-lea de Neapole.

## Istoric
Până în secolul al XVIII-lea, cele mai multe monumente funerare erau situate în interiorul bisericilor, mai aproape de „aerul divin”. Pe măsură ce bisericile erau aglomerate de morminte, acest cimitir monumental în aer liber permitea familiilor nobile să construiască capele și cripte private într-o locație puțin mai seculară, pe partea sudică a dealului Poggioreale. Cimitirul a început în timpul ocupației napoleoniene și a fost rearanjat în 1836-1837.
Aspectul este acela al unei grădini. La capătul superior se află o biserică construită în stil neoclasic cu o Pieta de Gennaro Cali, și în spatele unui pătrat mare alungit, înconjurat de un portic de coloane în stil doric, având 102 capele,sub fiecare dintre acestea aflându-se cavouri familiale.
Cei care nu-și pot permite să plătească pentru propriile lor morminte sunt îngropați fără sicrie într-o altă parte a terenului, ca și în Cimitero delle 366 Fosse. La extremitatea sud-vest este un spațiu pus deoparte pentru neapolitanii notabili: un Quadrato degli uomini illustri. De asemenea, adiacente sunt cimitirele protestante și evreiești din Napoli, din secolul al XIX-lea.

## Persoane notabile
- Benedetto Croce - filozof și politician (mormânt în imediata apropiere a intrării)
- Salvatore Di Giacomo - poet și scriitor
- Raffaele Viviani - dramaturg
- Giovanni Gaeta - autor
- Benedetto Cairoli - politician
- Francesco de Sanctis - scriitor și politician
- Luigi Settembrini - scriitor și politician
- Vincenzo Gemito - sculptor
- Gaetano Donizetti - compozitor